# Гладкий таёжник
Гладкий таёжник (Sphaerites glabratus) — вид жуков-таёжников.

## Описание
Жук длиной 4,5—5,5 мм. Тело четырёхугольно-овальное, выпуклое, имеет зеленовато-чёрную сильно блестящую окраску; нижняя часть тела чёрная.

## Экология
Распространён этот вид в лесной зоне. Встречается в Европе (Австрия, Бельгия, Беларусь, Болгария, Чехия, Дания, Эстония, Финляндия, Франция, Германия, Великобритания, Венгрия, Италия, Латвия, Лихтенштейн, Литва, Люксембург, Нидерланды, Норвегия, Польша, Румыния, Российская Федерация, Словакия, Словения, Швеция, Швейцария, Украина) и Азии (Китай, Дальний Восток, Япония, Казахстан, Монголия, Сибирь). Встречается редко, на вытекающем берёзовом соке и гниющих грибах. Кроме того, жук был обнаружен в гниющих грибах, навозе, на экскрементах человека и диких животных , падали, мертвых улитках и в пещерах. Есть предположения, что он в основном поедает личинок двукрылых. Взрослые особи встречаются с апреля по август, были зарегистрированы в полёте в жаркую погоду. Яйца откладываются в пропитанную соком почву близлежащих деревьев с грибами. Личинки имеют короткий срок развития, развиваясь во взрослых особей в течение месяца. Окукливание происходит в почве.